# Pleurothyrium prancei
Pleurothyrium prancei är en lagerväxtart som beskrevs av H. van der Werff. Pleurothyrium prancei ingår i släktet Pleurothyrium och familjen lagerväxter. Inga underarter finns listade i Catalogue of Life.